# Драган Кулиџан
Драган Кулиџан (Мостар, 29. август 1930 — Сарајево, 1987) био је српски дечји писац.
Одрастао је у Мостару, гдје је и започео школовање, али је већи дио свог живота провео у Сарајеву. За време рата је учио занат, а касније је завршио гимназију. Основао је и више од тридесет година уређивао часопис за дјецу "Весела свеска". Писао је приче, пјесме и поеме за дјецу. Његове најпознатије књиге су: "Прича о Јануару и Меди Медедају","Шума и пахуљице", "Сипајте, сипајте", "Причајте ми", "Приче из јежевог млина", "Крив је мачак", "Срнин поточић", "Дјечак и војник", "Чаробне санке".Аутор је читанки за основну школу.
Умро је 1987. године у Сарајеву.